# Вулиця Степана Руданського (Київ)
Ву́лиця Степа́на Руда́нського — вулиця у Шевченківському районі міста Києва, місцевість Волейків. Пролягає від Новоукраїнської вулиці до залізниці.
Прилучається офіційно зниклий Кузьминський провулок, який, втім, існує у вигляді безіменного проїзду біля будинку № 3.

## Історія
Вулиця виникла у 1-й половині XX століття. Мала назви Офіцерський провулок, Велика Українська вулиця. Сучасна назва на честь українського поета і перекладача С. В. Руданського — з 1955 року.